# Quebrada del Morado
La quebrada del Morado es un cauce intermitente de agua ubicado en la Región de Atacama que desemboca en el océano Pacífico.

## Trayecto

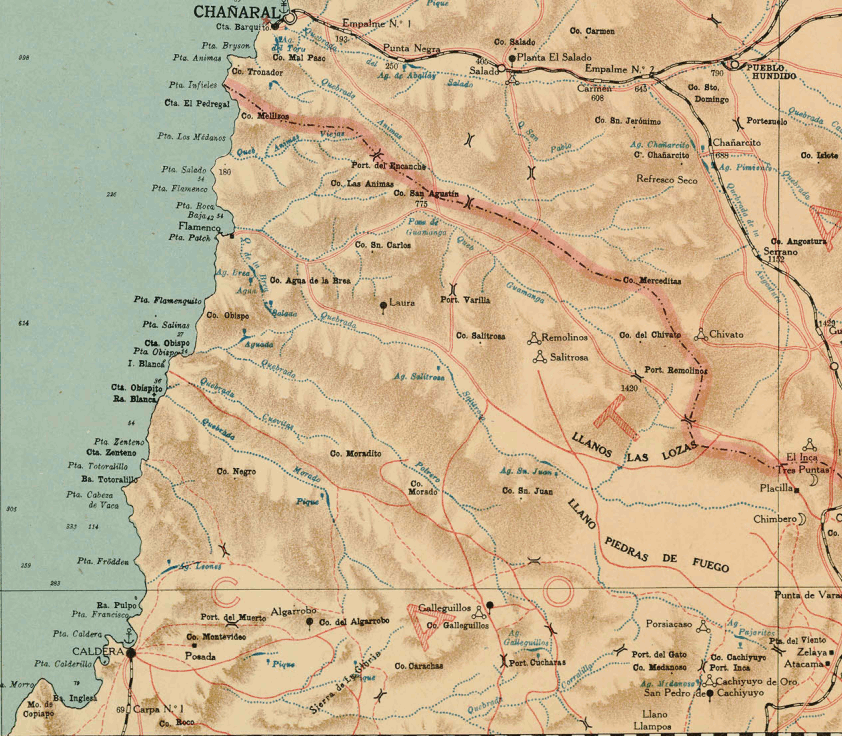
Zona costera entre el río Salado (Chañaral) por el norte y unos 20 kilómetros al norte del río Copiapó por el sur. Sección de un mapa de la zona publicado por el Instituto Geográfico Militar de Chile en 1945 con una escala 1:500000. En el cuadrante inferior izquierdo aparece la quebrada Morado, que desemboca en la caleta Obispito. Ver también el Plano del deslinde entre los departamentos de Chañaral y Copiapó de 1884.

## Caudal y régimen
Tiene un régomen pluvial intermitente, dependiente de las aguas que descienden del invierno boliviano.

## Historia
Risopatrón describe la quebrada El Morado:: 568 
Morado (Quebrada del) 26° 50' 70° 43'. Con agua en numerosos puntos, corre al NW en dirección a la caleta de Obispito; tiene 84 725 hectáreas de hoya hidrográfica. 63, p. 135; 98, II, p. 485; i III, p. 137 i carta de San Román (1892); 128; i 156.
Sobre el mineral El Morado escribe Astaburuaga en su obra Diccionario Geográfico de la República de Chile sobre el lugar::
Morado (Mineral del).-—Se halla en el departamento de Copiapó como á 28 kilómetros hacia el E. del puerto Flamenco y de la caleta del Obispito. Sus minas son de cobre, y entre ellas se explotaron en el siglo pasado unas de plata.